# Tupolev Tu-95
Tupolev Tu-95 (NATO-rapporteringsnavn: Bear) er et russisk strategisk bombefly, der med en tophastighed på 950 km/t er verdens hurtigste masseproducerede propelfly. Flyet var inspireret af de store, amerikanske bombefly, såsom B-36 og B-52, som havde lange rækkevidder. Flyet blev udviklet under den kolde krig, og oprindeligt var intentionen et fly, der kunne bære en bombelast på 12 tons og have en rækkevidde på mindst 8000 km, så det kunne nå USA. Da det stod færdigt i 1952 havde det imidlertid en rækkevidde på 15.000 km, da flyets motorer var brændstofsøkonomiske turbopropmotorer med en styrke på 14.750 hk . En turboprop-motor er en jetmotor, der driver en propel.
Fire Kuznetsov-motorer driver otte kontraroterende propeller, der udvikler en kraftig infralyd, der kan måles af SOSUS undervandslyttestationer.
Tupolev Tu-95 designet har ført til andre flytyper: Tu-114 (Cleat) var et passagerfly, Tu-126 (Moss) var et AWACS-fly, Tu-142 er et maritimt patruljefly og endelig var Tu-119 et atomdrevent forsøgsfly.

## Fodnoter
1. ↑  "Hvilket propelfly er det hurtigste?", i HISTORIE, nr. 15, 2009, Bonnier Publications International A/S, side 10-11.

- Wikimedia Commons har flere filer relateret til Tupolev Tu-95

| Luftfart | Spire Denne artikel om flyvning er en spire som bør udbygges. Du er velkommen til at hjælpe Wikipedia ved at udvide den. |